# ماريو كوتيلو
ماريو غوتيريز كوتيلو (بالإسبانية: Mario Gutiérrez Cotelo)‏ (مواليد 10 فبراير 1975) هو لاعب كرة قدم إسباني سابق في مركز خط الوسط ، ولعب للعديد من الأندية الإسبانية , ويعمل حاليًا كمندوب لفريق ريال سبورتينغ خيخون.

## روابط خارجية
- ماريو كوتيلو على موقع قاعدة بيانات كرة القدم.إي يو (الإنجليزية)
- ماريو كوتيلو على موقع Soccerway.com (الإنجليزية)
- Mario Cotelo